# Stazione di Semedella
La stazione di Semedella (in sloveno Semedelska) era una fermata ferroviaria posta lungo la ex linea ferroviaria a scartamento ridotto Trieste-Parenzo chiusa nel 31 agosto 1935 . Era al servizio di Semedella frazione di Capodistria.